# Skallerup Sogn (Hjørring Kommune)
 For alternative betydninger, se Skallerup Sogn. (Se også artikler, som begynder med Skallerup Sogn)
Skallerup Sogn er et sogn i Hjørring Søndre Provsti (Aalborg Stift).
I 1800-tallet var Vennebjerg Sogn anneks til Skallerup Sogn. Begge sogne hørte til Vennebjerg Herred i Hjørring Amt. Skallerup-Vennebjerg sognekommune blev ved kommunalreformen i 1970 indlemmet i Hjørring Kommune.
I Skallerup Sogn ligger Skallerup Kirke.
I sognet findes følgende autoriserede stednavne:
- Klithuse (bebyggelse)
- Knolde (bebyggelse)
- Liver (bebyggelse)
- Mellemmølle (bebyggelse)
- Nørlev (bebyggelse, ejerlav)
- Nørlev Strand (bebyggelse)
- Nørum (bebyggelse, ejerlav)
- Præstholm (bebyggelse, ejerlav)
- Sandgård (bebyggelse)
- Skallerup Klit (bebyggelse)
- Strandklit (bebyggelse)
- Størup (bebyggelse)
- Sønder Mølgård (bebyggelse)
- Sønderlev (bebyggelse, ejerlav)
- Villerup (bebyggelse, ejerlav)
- Villerup Mark (bebyggelse)